# 이멘호

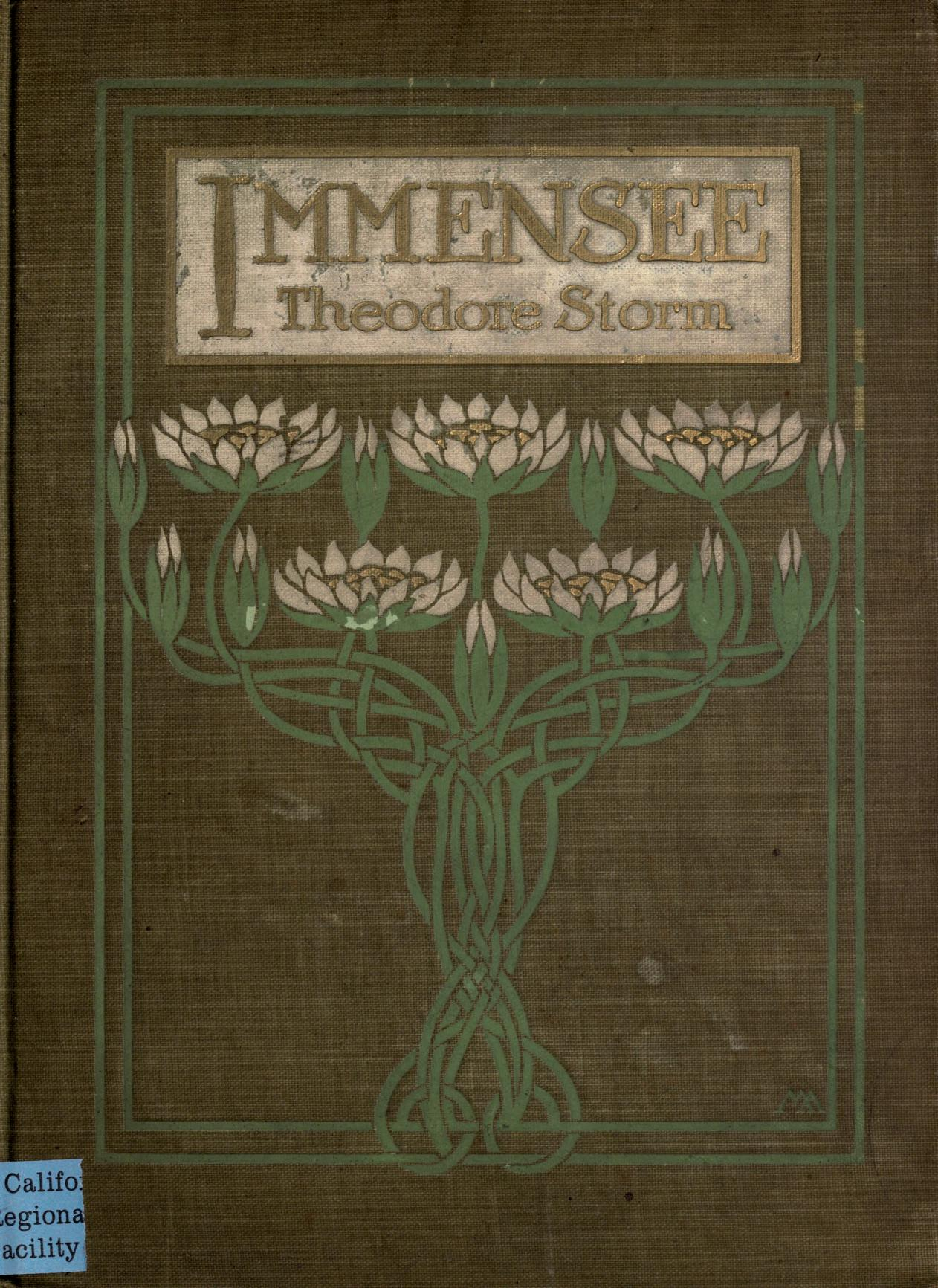

《이멘호》(Immensee, 1849년), 임멘 호수, 임멘호는 테오도어 슈토름의 단편소설이다.
젊었을 때의 덧없는 사랑과 그 후일담. 소꿉친구인 라인하르트와 엘리자베스는 동화를 주고받으며 숲으로 바람을 쐬러 간다든가 하여 유년시절을 사이좋게 지낸다. 청춘시절을 맞아 라인하르트는 처음으로 엘리자베스의 곁을 떠나 유학길에 오른다. 2, 3년 후 서로 기쁜 마음으로 사랑을 다짐하나 돌연 엘리자베스는 타산적인 어머니에 의해 라인하르트의 친구인 유복한 청년과 혼인을 하게 된다. 라인하르트는 남몰래 괴로워한다. 수년 후 친구의 초대를 받아 임멘호(湖)의 저택을 방문하여 엘리자베스와 재회한다.
숲과 호수를 배경으로 두 사람 사이의 어찌할 수 없는 고민을 아름답고 슬프게 묘사하고 있다.